# Millénaire normand
Le millénaire normand est un événement organisé du 3 au 11 juin 1911 à Rouen pour la célébration du 1000e anniversaire de la fondation du duché de Normandie par le traité de Saint-Clair-sur-Epte.

## Événements

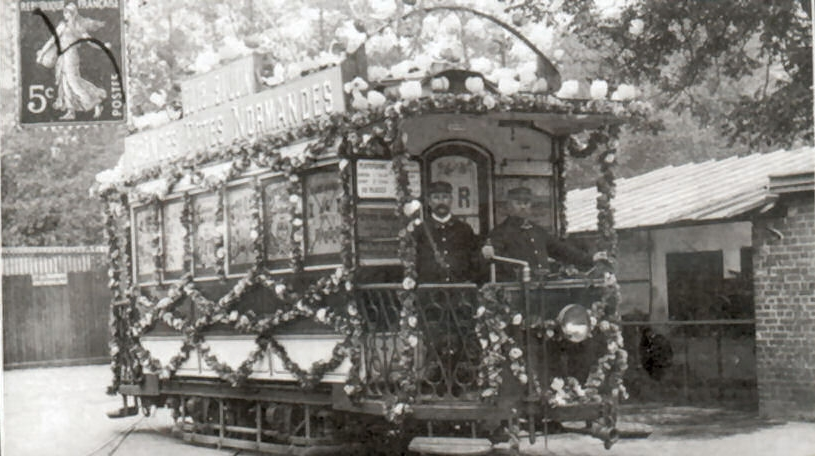
Tramway décoré à l’occasion des fêtes du millénaire normand.

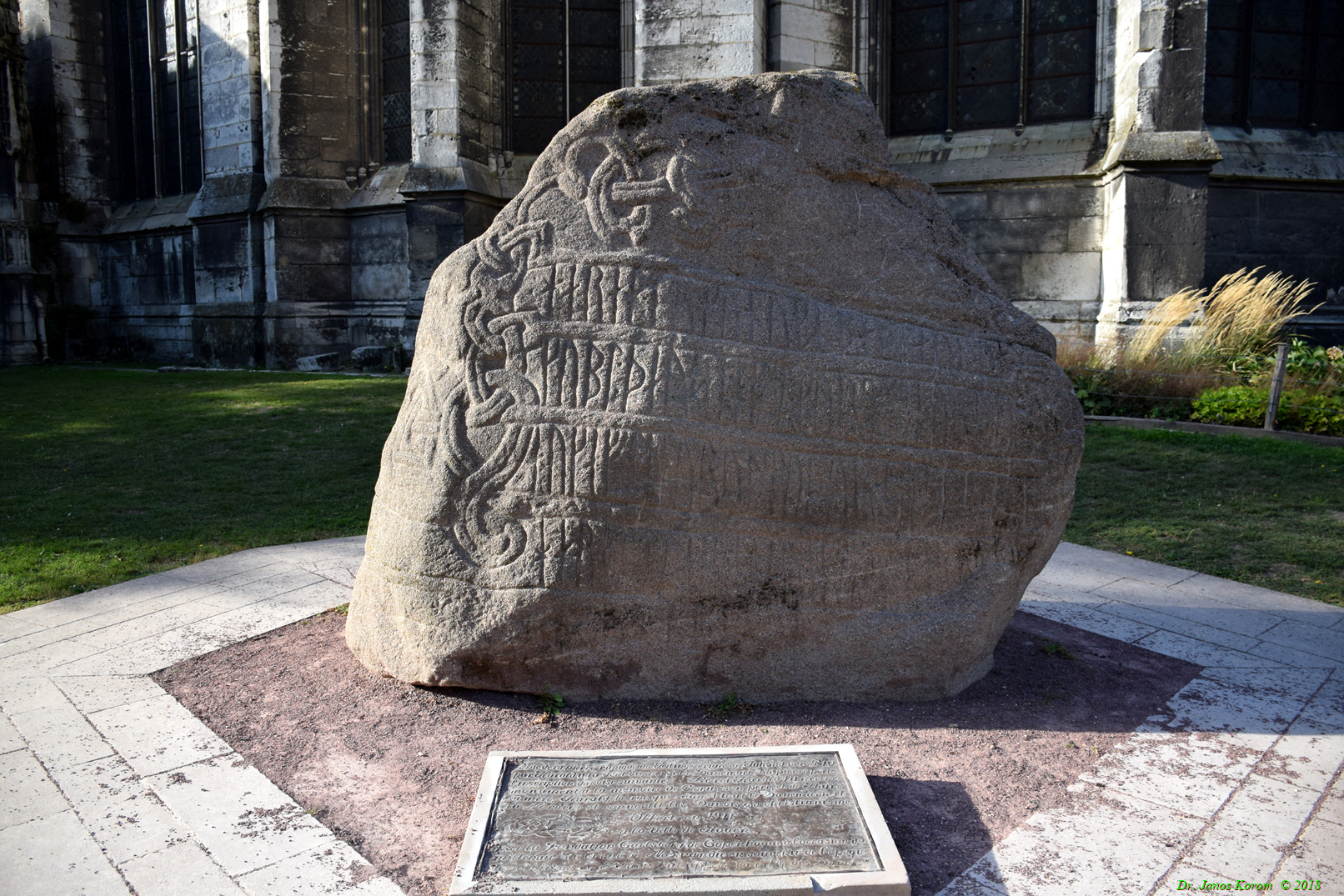
Copie de Grosse pierre de Jelling offerte par la Fondation Carlsberg du Danemark.

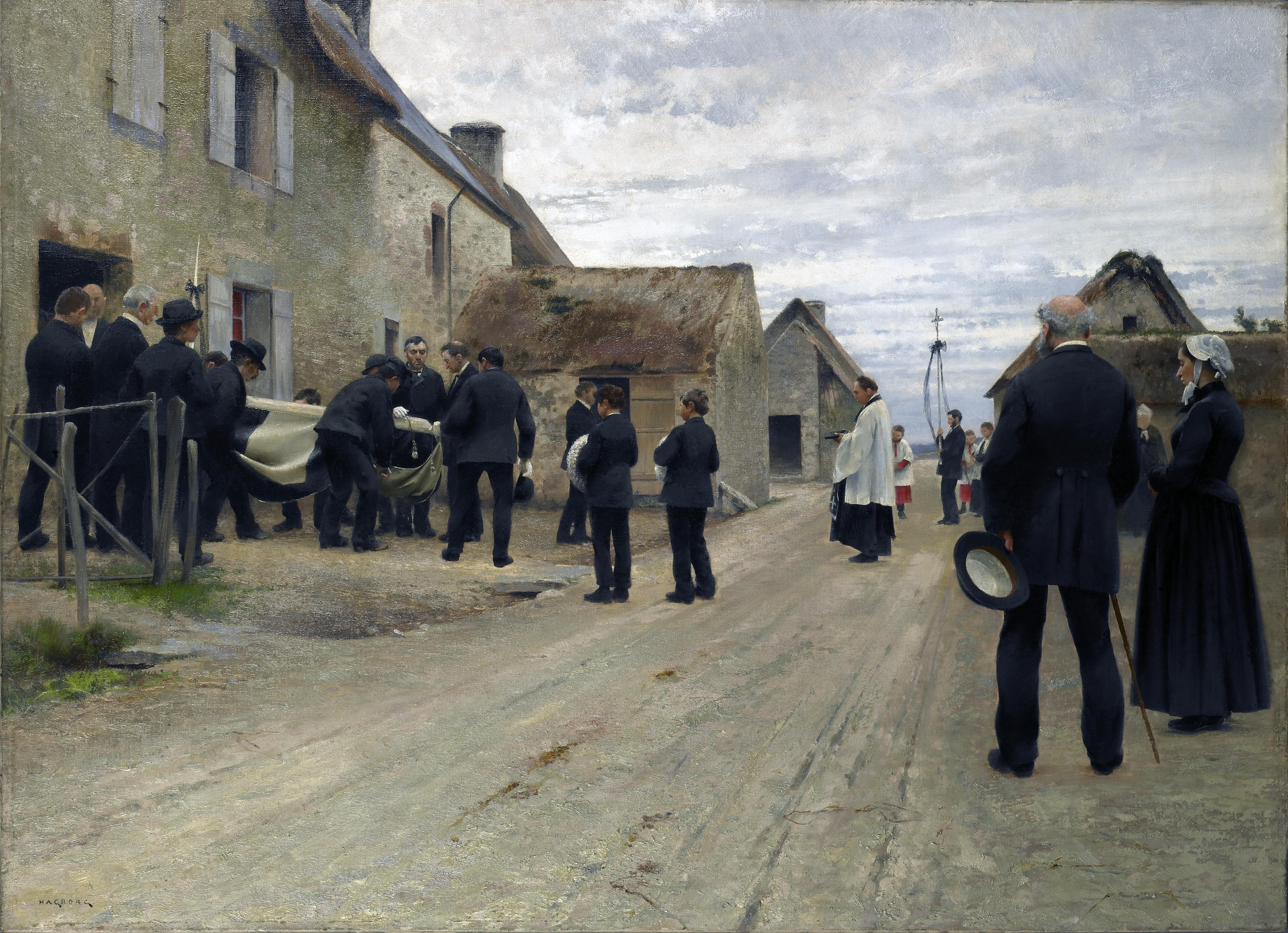
Enterrement dans un village de la Manche (1911), musée des beaux-arts de Rouen. Œuvre de August Hagborg offerte par la Suède.

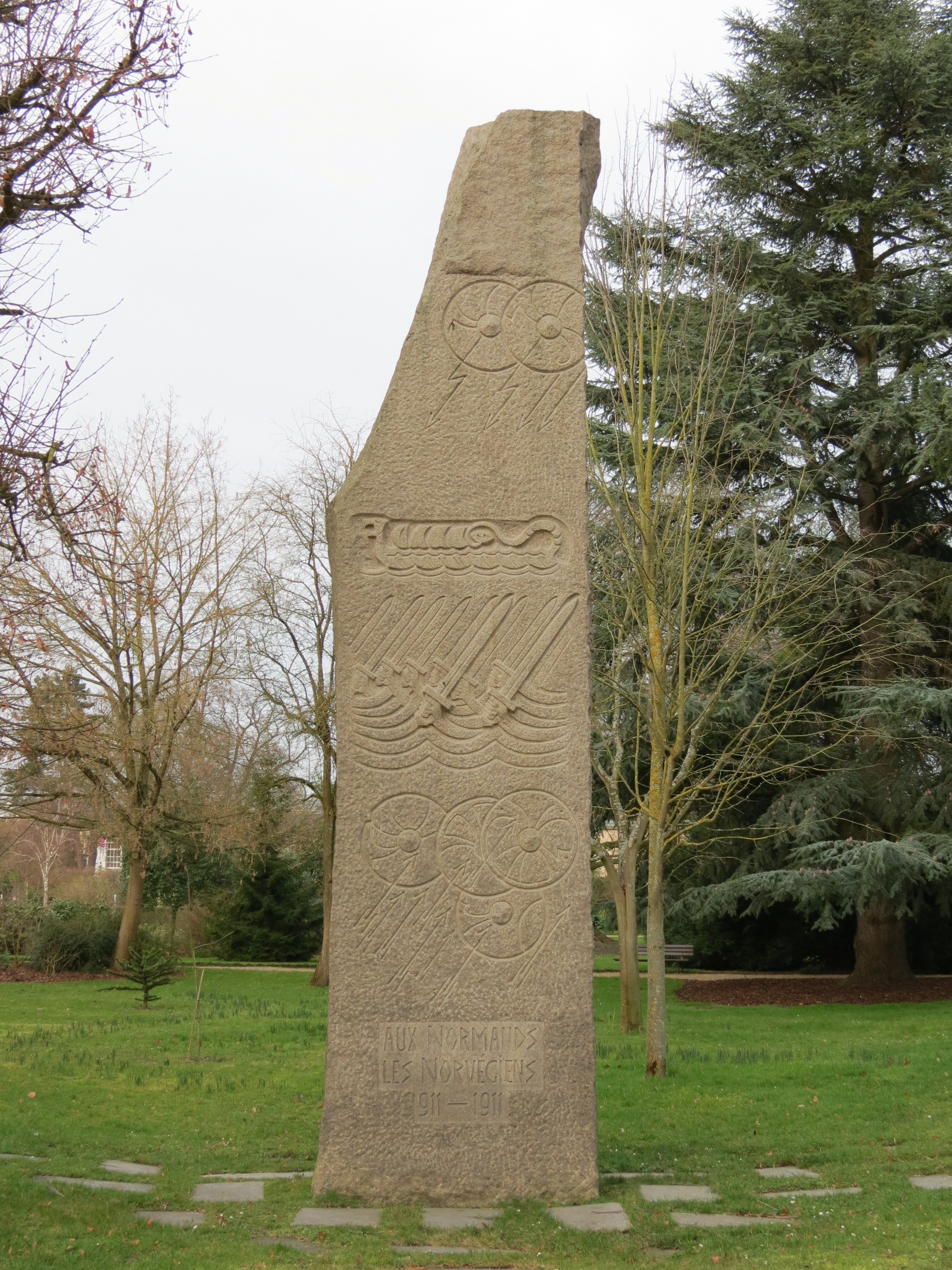
Pierre runique décorée d'une composition de Gerhard Munthe offerte par le Normands Forbundet de Christiania.

Le député-maire de Rouen, Auguste Leblond, préside les cérémonies du Millénaire normand et reçoit le président Armand Fallières du 23 au 25 juin. Il reçoit à cette occasion les insignes de commandeur de l'ordre de Dannebrog et la grand-croix de l'ordre de Saint-Olaf.
Une exposition d'art normand et d'archéologie a lieu dans l'église Saint-Laurent. Une autre exposition de peinture, dessins, estampes, dentelles, céramique, ivoires et bois est présentée au Musée des beaux-arts.
Un congrès se tient du 6 au 10 juin à l'Hôtel des sociétés savantes de la rue Saint-Lô sous la présidence d'honneur de Louis Liard. Participent à ce congrès Émile Picot, Albert-Léon Genevray, Étienne Deville, Raymond Ganne de Beaucoudrey, Rudolf Leonhard, Robert Génestal, Eugène Le Parquier, Charles Engelhard, Hébert, Henri Marie Maximilien La Bunodière, Émile Sevestre, Frédéric Alix, Gabriel Monod, Nathanaël Weiss, Mérian, Eugène Mesnard, Georges Blanpain, Arthur Chervin, Charles Guéry, Frédéric Acher, Ed. Dupré, Édouard Maynial, Jules Adrien Blanchet, Henri de La Tour, J. Béranger, A.-J. Corbierre, Jean de Foville, Alphonse-Georges Poulain, Samuel-Élie Rocheblave, Gaston Le Breton, Pierre Le Verdier, Pierre Chirol, Eugène Anquetil, Antonio Salinas, Léon de Vesly, Albert Anthiaume, Jules Viatte, Maurice Allinne, Henri Prentout, Octave Biré, Gustave Valmont, Georges Ritter, Georges Lebas, Ernest Séré-Depoin, Albert Sarrazin, Charles Astoul, Georges de Beaurepaire, Henry Roger, Henry Nézard, Joseph Vattier, Octave Marais, Salmon, William Venables Vernon, Joseph Tardif, Georges Pennetier, Ed. van Blema, Raoul Fortin, Gustave-Frédéric Dollfus, Liebert, François Ingoult, Olaf Hay, Alfred Ravet, Augustin Bernard, Marius Chaillan, Paul de Longuemare, Charles Trebos, Alcius Ledieu, Charles Homer Haskins, Alexandre Bigot, Georges Le Roy, Alfred Poussier et Henry Turpin.
Une pierre runique décorée d'une composition de Gerhard Munthe offerte par le Normands Forbundet de Christiania est remise le 6 juin au Jardin des plantes de Rouen.
Le croiseur norvégien Frithjof, puis le croiseur danois Hejmdal sont présents dans le port de Rouen.
Des représentations de la pièce Gringoire de Théodore de Banville, avec Suzanne Revonne de la Comédie-Française, sont données dans la cour d'Albane de la cathédrale.
Le 8 juin, la délégation suédoise présidée par Ernst Trygger remet à la Ville un tableau de August Hagborg. Le même jour, une plaque commémorative est inaugurée dans l'église de Saint-Clair-sur-Epte.
Le 10 juin, l'archéologue suédois Oscar Montelius donne une conférence sur La Civilisation des Normands avant l'émigration.
Un grand défilé historique avec 1200 personnages a lieu le dimanche 11 juin devant une foule nombreuse.
Une copie en granite de la Grosse pierre de Jelling est offerte par la Fondation Carlsberg du Danemark à la ville de Rouen,. Elle se trouve près du portail des Marmousets de l'abbatiale Saint-Ouen de Rouen, à proximité de la statue de Rollon due à Arsène Letellier.
Le photographe Léon Gimpel y réalise des autochromes conservés à la Société française de photographie.